# Proliga de 2018–19
A Temporada da Proliga de 2018-19 foi a 16ª edição da competição de segundo escalão no basquetebol de Portugal disputada por 16 equipas. Ao término da competição foi apurado como promovidos à LPB na próxima temporada Barreirense Dif Broker e MBC, campeão e finalista respectivamente.

## Formato
Participam da competição as equipas que ficarem entre os 3º e 8º lugares do Grupo A (segunda fase), as equipes do Grupo B (segunda fase) que não finalizarem relegadas à 1ª divisão e as duas agremiações oriundas da LPB na época anterior. Disputam duas fases sendo a primeira fase zonal (compreendendo Norte e Sul, com as equipes de Açores jogando no Sul), segunda fase com os 4 melhores classificados em cada zona. 

## Playoff
|  | Meias-finais | Meias-finais       | Meias-finais |   |  | Final       | Final | Final |
|  |              |                    |              |   |  |             |       |       |
|  | 1            | Barreirense        | 2            |   |  |             |       |       |
|  | 4            | Academia do Lumiar | 0            |   |  |             |       |       |
|  |              |                    |              |   |  | Barreirense | 2     |       |
|  |              |                    | MBC          | 0 |  |             |       |       |
|  | 2            | MBC                | 2            |   |  |             |       |       |
|  | 3            | Os Belenenses      | 0            |   |  |             |       |       |

#### Semifinal
| Time 1      | Série | Time 2             | 1º Jogo | 2º Jogo | 3º Jogo |
| ----------- | ----- | ------------------ | ------- | ------- | ------- |
| Barreirense | 2 - 0 | Academia do Lumiar | 77 - 58 | 95 - 84 |         |
| MBC         | 2 - 0 | Os Belenenses      | 77 - 65 | 66 - 62 |         |

#### Final
| Time 1      | Série | Time 2 | 1º Jogo | 2º Jogo | 3º Jogo |
| ----------- | ----- | ------ | ------- | ------- | ------- |
| Barreirense | 2 - 0 | MBC    | 71 - 69 | 69 - 68 |         |

## Promoção e rebaixamento

### Promoções
- Barreirense
- MBC

### Rebaixamentos
- Beira-Mar/AAUav
- Estoril BC